# برو-برو (لاعب كرة قدم)
برو-برو (بالبرتغالية: Biro-Biro) هو مدرب كرة قدم ولاعب كرة قدم برازيلي في مركز الوسط، ولد في 18 مايو 1959 في أوليندا في البرازيل. لعب مع باوليستا وجمعية بورتوغيزا الرياضية وسبورت ريسيفي ونادي بوتافوغو اس بي ونادي غواراني ونادي كوريتيبا ونادي كورينثيانز.